# Transpersonale Psychotherapie
Als Transpersonale Psychotherapie werden verschiedene psychotherapeutische Ansätze bezeichnet, die aus der Transpersonalen Psychologie hervorgegangen sind oder auf ihren Modellen aufbauen.
Die wesentliche Gemeinsamkeit dieser Ansätze ist die Annahme, dass jeder Mensch das Potential zu Erfahrungen besitzt, die die personale Identifikation des Ichs „transzendieren“. Dabei sollen diese Erfahrungen heilend wirken und die Persönlichkeitsentwicklung entscheidend fördern. Die wichtigsten Elemente und Ziele einer Transpersonalen Psychotherapie sind somit die Verwirklichung einer transpersonalen Erfahrung und die Integration dieser Erfahrung. 

## Überblick
Die verwendeten Techniken sind sehr vielfältig. Wichtig sind spirituelle Erfahrungswege der Religionen wie Elemente östlicher Meditation, christlicher Kontemplation und anderer Traditionen wie des Sufismus, Schamanismus oder der Jüdischen Mystik (Kabbalah), daneben die eher körperlich orientierten Therapieformen wie die Körpertherapien von Wilhelm Reich oder die initiatische Therapie von Graf Dürckheim. Allen gemeinsam ist eine Betonung der Achtsamkeit oder die bewusste Hinwendung auf den Körper, die Empfindungen oder schlicht das „Dasein“. Auf dieser Basis entwickelten sich auch die Psychosynthese (humanistischer, positiver Psychotherapieansatz) von Roberto Assagioli und aktuell eine transpersonale Verhaltenstherapie.
Eine Transpersonale Psychotherapie setzt sich somit häufig zusammen aus einer spirituellen Technik und einer Psychotherapie, die im Kontext der westlichen Psychologie steht. Dabei gibt es von beiden Seiten Kritik. Zum einen steht die akademische und klinische Psychologie einer Vermischung von spirituellen und psychologischen Ansätzen meist ablehnend gegenüber. Gründe hierfür sind häufig unterschiedliche Modelle und Zielvorstellungen im Hinblick auf die Persönlichkeit und ihre Gesundheit. Auch Vertreter von religiösen Traditionen lehnen aus ähnlichen Gründen transpersonale Ansätze in der Psychotherapie ab, oft mit dem Hinweis, dass keine spirituelle Tradition die Verwirklichung von mystischen bzw. transpersonalen Erfahrungen unabhängig vom jeweiligen kulturellen und religiösen Kontext zum Ziel hat.

## Psychotherapeutische Verfahren
- Initiatische Therapie nach Graf Dürckheim
- Psychosynthese nach Roberto Assagioli
- transpersonale Verhaltenstherapie
- Prozessorientierte Psychologie nach Arnold Mindell
- Holotropes Atmen nach Stanislav Grof
- Psychotherapie mit Psychedelika